# Thyridoplites hildegardae
Thyridoplites hildegardae är en stekelart som beskrevs av Heinrich 1968. Thyridoplites hildegardae ingår i släktet Thyridoplites och familjen brokparasitsteklar. Inga underarter finns listade i Catalogue of Life.